# Műkorcsolya a 2011-es téli Universiadén
A törökországi Erzurumban a műkorcsolya versenyeit február 1. és 4. között rendezték a XXV. téli Universiadén. Magyarországot a Turóczi Dóra, Major Balázs jégtánckettős képviselte, akik egy kisebbfajta kavarodás után, az utolsó pillanatban kerültek az indulók listájára. A 13 párt felvonultató mezőny 8. helyén zártak.

## Részt vevő nemzetek
| - Ausztria - Brazília - Csehország - Dél-afrikai Köztársaság - Dél-Korea - Egyesült Királyság - Észtország - Fehéroroszország - Finnország - Franciaország - Horvátország - Japán - Kazahsztán - Kína | - Litvánia - Magyarország - Malajzia - Mexikó - Németország - Olaszország - Oroszország - Spanyolország - Svájc - Svédország - Szlovénia - Tajvan - Törökország - Ukrajna |

## A versenyszámok időrendje
Az Universiade eseményei helyi idő szerint (GMT +02:00):
| - február 1., kedd - 14:30 jégtáncosok rövid tánca - 17:00 férfi rövid programja - 22:00 páros rövid programja - február 2., szerda - 15:00 férfi szabad programja - 21:00 páros szabad programja | - február 3., csütörtök - 13:45 nők rövid programja - 18:55 jégtáncosok szabad programja - 21:50 szinkronkorcsolyázók rövid programja - február 4., péntek - 14:00 nők szabad programja - 19:50 szinkronkorcsolyázók szabad programja |

## Éremtáblázat
| Helyezés | Ország        | Arany | Ezüst | Bronz | Összesen |
| 1        | Oroszország   | 2     | 1     | 1     | 4        |
| 2        | Finnország    | 1     | 1     | 0     | 2        |
| 3        | Japán         | 1     | 0     | 2     | 3        |
| 4        | Franciaország | 1     | 0     | 0     | 1        |
| 5        | Kína          | 0     | 1     | 1     | 2        |
| 6        | Spanyolország | 0     | 1     | 0     | 1        |
| 6        | Törökország   | 0     | 1     | 0     | 1        |
| 8        | Ukrajna       | 0     | 0     | 1     | 1        |
|          | Összesen      | 5     | 5     | 5     | 15       |

## Versenyszámok
A férfiak versenyét a japán Nobunari Oda magabiztosan nyerte meg, maga mögé szorítva az orosz bajnokságban csak a 4. helyen végzett Szergej Voronovot és a 20 esztendős japán Murakami Daisukét.

### Férfi
| #                                     | Ország           | Név                           | Összpontszám | RP | SZP |
| ------------------------------------- | ---------------- | ----------------------------- | ------------ | -- | --- |
| 1.                                    | Japán            | Nobunari Oda                  | 223.15       | 1  | 1   |
| 2.                                    | Oroszország      | Szergej Voronov               | 204.54       | 3  | 2   |
| 3.                                    | Japán            | Murakami Daisuke              | 202.83       | 2  | 5   |
| 4.                                    | Kína             | Guan Jinlin                   | 195.74       | 4  | 3   |
| 5.                                    | Franciaország    | Chafik Besseghier             | 186.22       | 12 | 4   |
| 6.                                    | Oroszország      | Denisz Leusin                 | 181.93       | 5  | 7   |
| 7.                                    | Olaszország      | Paolo Bacchini                | 180.53       | 10 | 6   |
| 8.                                    | Svájc            | Laurent Alvarez               | 174.37       | 8  | 8   |
| 9.                                    | Franciaország    | Yannick Ponsero               | 172.30       | 7  | 11  |
| 10.                                   | Csehország       | Pavel Kaška                   | 167.30       | 11 | 12  |
| 11.                                   | Franciaország    | Thomas Sosniak                | 164.76       | 14 | 10  |
| 12.                                   | Ukrajna          | Sztanyiszlav Percsov          | 161.16       | 9  | 14  |
| 13.                                   | Kína             | Hszü Co-zsen (Xu Zuoren)      | 160.90       | 13 | 13  |
| 14.                                   | Spanyolország    | Javier Raya                   | 152.11       | 25 | 9   |
| 15.                                   | Svájc            | Stéphane Walker               | 147.22       | 15 | 15  |
| 16.                                   | Ausztria         | Mario-Rafael Ionian           | 146.56       | 16 | 16  |
| 17.                                   | Ukrajna          | Dimitrij Ignatyenko           | 140.37       | 17 | 17  |
| 18.                                   | Törökország      | Kutay Eryoldas                | 136.83       | 20 | 18  |
| 19.                                   | Brazília         | Kevin Alves                   | 134.42       | 18 | 19  |
| 20.                                   | Svédország       | Anton Truvé                   | 128.68       | 21 | 20  |
| 21.                                   | Törökország      | Engin Ali Artan               | 124.35       | 24 | 21  |
| 22.                                   | Japán            | Kondō Takuja                  | 124.35       | 22 | 22  |
| 23.                                   | Törökország      | Ali Demirboga                 | 123.69       | 19 | 24  |
| 24.                                   | Olaszország      | Fabio Mascarello              | 117.92       | 26 | 23  |
| 25.                                   | Finnország       | Samuli Tyyskä                 | 116.83       | 23 | 27  |
| 26.                                   | Litvánia         | Saulius Ambrulevičius         | 114.42       | 27 | 25  |
| 27.                                   | Fehéroroszország | Alekszej Mjaljonkin           | 112.85       | 28 | 26  |
| 28.                                   | Mexikó           | Adrian Alvarado               | 77.94        | 31 | 28  |
| 29.                                   | Kazahsztán       | Adil Zarbolov                 | 112.85       | 28 | 26  |
| 30.                                   | Tajvan           | Tien Hung-ven (Tien Hung-Wen) | 68.57        | 32 | 30  |
| Nem mutathatták be szabadprogramjukat |                  |                               |              |    |     |
| 31.                                   | Oroszország      | Ivan Barijev                  | 62.11        | 6  |     |
| VL                                    | Kazahsztán       | Artjom Hramov                 | 33.23        | 29 |     |
| VL                                    | Horvátország     | Boris Martinec                |              |    |     |

- RP = rövid program, SZP = szabad program, VL = visszalépett[5]

### Nők
A legbővebb a hölgyek mezőnye volt 32 indulóval. Az első helyen a francia Candice Didier végzett, a második helyet a – 2011-es műkorcsolya-Eb 12. helyen záró – spanyol Sonia Lafuente, míg a harmadik helyen a 20 éves japán Kokubun Szion végzett.
| #   | Ország                  | Név                    | Összpontszám | RP | SZP |
| --- | ----------------------- | ---------------------- | ------------ | -- | --- |
| 1.  | Franciaország           | Candice Didier         | 144.08       | 1  | 4   |
| 2.  | Spanyolország           | Sonia Lafuente         | 143.43       | 2  | 2   |
| 3.  | Japán                   | Kokubun Szion          | 141.80       | 3  | 3   |
| 4.  | Svédország              | Linnea Mellgren        | 136.72       | 8  | 1   |
| 5.  | Japán                   | Iszikava Szoko         | 131.30       | 4  | 8   |
| 6.  | Olaszország             | Roberta Rodeghiero     | 129.17       | 10 | 6   |
| 7.  | Észtország              | Elena Glebova          | 127.87       | 13 | 5   |
| 8.  | Ausztria                | Kerstin Frank          | 123.47       | 14 | 9   |
| 9.  | Szlovénia               | Daša Grm               | 121.80       | 12 | 10  |
| 10. | Olaszország             | Alice Garlisi          | 120.64       | 17 | 7   |
| 11. | Oroszország             | Marija Artemjeva       | 120.64       | 6  | 12  |
| 12. | Olaszország             | Francesca Rio          | 115.91       | 15 | 11  |
| 13. | Svájc                   | Bettina Heim           | 114.75       | 5  | 17  |
| 14. | Japán                   | Szuzuki Mari           | 113.92       | 9  | 15  |
| 15. | Ausztria                | Andrea Kreuzer         | 110.05       | 7  | 18  |
| 16. | Ukrajna                 | Irina Movcsan          | 109.02       | 16 | 14  |
| 17. | Kína                    | Jiao Yunya             | 106.04       | 19 | 13  |
| 18. | Németország             | Constanze Paulinus     | 104.30       | 11 | 21  |
| 19. | Finnország              | Henriikka Hietaniemi   | 102.97       | 20 | 16  |
| 20. | Dél-afrikai Köztársaság | Lejeanne Marais        | 96.21        | 22 | 19  |
| 21. | Svájc                   | Myriam Leuenberger     | 94.48        | 18 | 24  |
| 22. | Szlovénia               | Nika Ceric             | 93.32        | 21 | 22  |
| 23. | Spanyolország           | Monica Gimeno          | 90.21        | 25 | 20  |
| 24. | Dél-Korea               | Szin Nahi (Sin Na-Hee) | 86.09        | 26 | 23  |
| 25. | Törökország             | Renk Kemaloglu         | 79.76        | 27 | 25  |
| 26. | Fehéroroszország        | Viktoria Ljahova       | 75.90        | 24 | 27  |
| 27. | Litvánia                | Aida Rybalko           | 74.21        | 30 | 26  |
| 28. | Brazília                | Elena Rodrigues        | 72.48        | 26 | 29  |
| 29. | Törökország             | Beril Bektas           | 64.50        | 31 | 28  |
| 30. | Brazília                | Alessia Baldo          | 59.28        | 29 | 30  |
| 31. | Dél-afrikai Köztársaság | Kim Falconer           | 57.88        | 28 | 31  |
| 32. | Malajzia                | Allysha Tan            | 48.57        | 32 | 32  |
| VL  | Finnország              | Minna Parviainen       |              |    |     |
| VL  | Oroszország             | Jekatyerina Kozirjeva  |              |    |     |

RP = rövid program, SZP = szabad program, VL = visszalépett

### Páros
A legkisebb mezőny a párosoknál volt, mindössze 5 pár mérhette össze tudását. Az élen az orosz Iljusecskina/Maiszuradzse kettős végzett.
| #  | Ország      | Név                                          | Összpontszám | RP | SZP |
| -- | ----------- | -------------------------------------------- | ------------ | -- | --- |
| 1. | Oroszország | Lubov Iljusecskina / Nodari Maiszuradzse     | 175.03       | 1  | 1   |
| 2. | Kína        | Dong Huibo / Vu Dzsiming                     | 140.26       | 3  | 2   |
| 3. | Kína        | Zhang Yue / Vang Lej                         | 137.19       | 2  | 3   |
| 4. | Oroszország | Sabina Imajkina / Konsztantyin Bezmatyernyih | 128.76       | 4  | 4   |
| 5. | Oroszország | Kszenyija Ozerova / Denisz Golubjev          | 96.61        | 5  | 5   |

RP = rövid program, SZP = szabad program

### Jégtánc
Jégtáncban az élen az orosz Krisztyina Gorskova, Vitalij Butyikov kettős végzett, akik a 2011-es orosz bajnokságban az 5. helyen végeztek. A második helyre a korábban még egyéniző török Alper Uçar és új ukrán partnere került. Az ezüstérmet a 2011-es műkorcsolya-Eb 13. helyen végző Nagyezsda Frolenkova, Mikhail Kasalo kettős szerezte meg.
| #   | Ország             | Név                                     | Összpontszám | RT | SZP |
| --- | ------------------ | --------------------------------------- | ------------ | -- | --- |
| 1.  | Oroszország        | Krisztyina Gorskova / Vitalij Butyikov  | 135.53       | 1  | 1   |
| 2.  | Törökország        | Alisa Agafonova / Alper Uçar            | 127.13       | 4  | 2   |
| 3.  | Ukrajna            | Nagyezsda Frolenkova / Mikhail Kasalo   | 121.96       | 8  | 3   |
| 4.  | Spanyolország      | Sara Hurtado / Adrià Díaz               | 118.57       | 5  | 4   |
| 5.  | Egyesült Királyság | Louise Walden / Owen Edwards            | 118.56       | 3  | 5   |
| 6.  | Olaszország        | Lorenza Alessandrini / Simone Vaturi    | 117.63       | 2  | 8   |
| 7.  | Franciaország      | Zoé Blanc / Pierre-Loup Bouquet         | 115.78       | 6  | 7   |
| 8.  | Magyarország       | Turóczi Dóra / Major Balázs             | 112.00       | 10 | 6   |
| 9.  | Ukrajna            | Irina Babcsenko / Vitalij Nyikiforov    | 107.69       | 9  | 9   |
| 10. | Fehéroroszország   | Leszja Volodenkova / Vitalij Vakunov    | 97.89        | 12 | 10  |
| 11. | Kína               | Guan Xueting / Vang Meng                | 97.83        | 11 | 11  |
| 12. | Kína               | Su Yingying / Csang Jü                  | 88.54        | 13 | 13  |
| 13. | Ukrajna            | Kszenyija Csepizsko / Szergej Sevcsenko | 85.85        | 15 | 12  |
| WD  | Oroszország        | Angelina Telegina / Valentyin Molotov   | 47.96        | 7  |     |
| WD  | Kína               | Zhang Yiyi / Vu Nan                     | 34.96        | 14 |     |

- RT = rövid tánc, SZP = szabad program, VL = visszalépett[8]

### Szinkronkorcsolya
| #  | Ország      | Név                       | Összpontszám | RP | SZP |
| -- | ----------- | ------------------------- | ------------ | -- | --- |
| 1. | Finnország  | Rockettes csoport         | 192.99       | 1  | 1   |
| 2. | Finnország  | Marigold IceUnity csoport | 186.67       | 2  | 2   |
| 3. | Oroszország | Paradise csoport          | 179.18       | 4  | 3   |
| 4. | Törökország | Ankara University csoport | 61.07        | 5  | 4   |
| VL | Svédország  | Surprise csoport          | 63.12        | 3  |     |

RP = rövid program, SZP = szabad program, VL = visszalépett